# Johan Ramstedt
Johan Olof Ramstedt (Estocolmo, 7 de noviembre de 1852 - Ídem, 15 de marzo de 1935), político sueco, primer ministro de su país entre el 14 de abril y el 2 de agosto de 1905.
Sus padres eran el fabricante de ropa Reinhold Ramstedt y su esposa 
Maria Sofia Haeggström. Asistió a la Universidad de Upsala, donde obtuvo un título de grado en Estudios de Gobierno en 1873, tras lo cual trabajó en la Corte de Apelaciones de Suecia, en Estocolmo. En 1878 fue designado vicefiscal, actuando como funcionario de la Corte de Apelaciones en 1880, miembro asociado en 1882 y miembro pleno de la Corte en 1884.
Ramstedt fue designado como notario de gobierno de la Segunda Cámara del Parlamento sueco en 1876, y de la Primera entre 1877 y 1882. Se trasladó al Departamento de Justicia en 1892, tras lo cual fue promovido como Jefe del Departamento de Justicia entre 1896 y 1898, cuando fue nombrado Jefe de Justicia.
En 1902 el nuevo primer ministro Erik Gustaf Boström lo llamó para integrar su gabinete. Bajo Boström, Ramstedt actuó como ministro interino de Asuntos Exteriores. Boström renunció como primer ministro debido a la crisis de 1905 de la Unión Sueco- Noruega, y Ramstedt lo sucedió en el cargo. Su tarea inmediata era resolver la crisis de la unión. Junto al príncipe heredero Gustavo, diseñaron un plan en que se permitía a los noruegos dejar la Unión, con la advertencia de que debían hacerlo sin la participación del Parlamento de Noruega. Sin embargo, el plan nunca llegó a realizarse, ya que el Parlamento noruego disolvió la Unión el 7 de junio. El gobierno de Ramstedt hizo una propuesta al Parlamento sueco, según la cual el mismo debía conceder al gobierno poderes para negociar los términos de la disolución de la Unión con los noruegos. Un Comité secreto presidido por el líder proteccionista de la Primera Cámara Christian Lundeberg rechazó la proposición del gobierno, lo que llevó a la renuncia de Ramstedt junto a todo su gabinete, algo que no ocurría desde 1809.
Ramstedt fue nombrado de nuevo Jefe de Justicia por su sucesor, Lundeberg, y, como tal, en 1909 se transformó en el primer presidente de la recién creada Suprema Corte Real. En 1912, fue designado como gobernador de Estocolmo por el primer ministro Karl Albert Staaff. En 1920 se retiró, viviendo tranquilamente hasta su muerte en 1935.
Estaba casado, desde 1878, con Henrika Charlotta Torén.
| Predecesor: Erik Gustaf Boström | Primer ministro de Suecia 1905 | Sucesor: Christian Lundeberg |

- Datos: Q52972
- Multimedia: Johan Ramstedt / Q52972